# 1971-es magyar atlétikai bajnokság
Az 1971-es magyar atlétikai bajnokság a 76. bajnokság volt. A nőknél a 3 × 800 m helyére a 4 × 800 m került.

## Eredmények

### Férfiak
| Versenyszám                       | Arany                                                                                   | Arany      | Ezüst                                                                                    | Ezüst      | Bronz                                                                                    | Bronz      |
| --------------------------------- | --------------------------------------------------------------------------------------- | ---------- | ---------------------------------------------------------------------------------------- | ---------- | ---------------------------------------------------------------------------------------- | ---------- |
| 100 m                             | Farkas Tibor Bp. Honvéd                                                                 | 10,6       | Hajdú Lajos BEAC                                                                         | 10,7       | Mihályfi László BEAC                                                                     | 10,7       |
| 200 m                             | Fügedi József Újpesti Dózsa                                                             | 21,1       | Farkas Tibor Bp. Honvéd                                                                  | 21,2       | Rózsa István MTK                                                                         | 21,4       |
| 400 m                             | Fügedi József Újpesti Dózsa                                                             | 47,7       | Rózsa István MTK                                                                         | 47,9       | Zsinka András Újpesti Dózsa                                                              | 48,3       |
| 800 m                             | Molnár György Bp. Vasas                                                                 | 1:50,1     | Fekete Sándor Újpesti Dózsa                                                              | 1:50,3     | Zsinka András Újpesti Dózsa                                                              | 1:50,6     |
| 1500 m                            | Molnár György Bp. Vasas                                                                 | 3:51,4     | Orosházi Csaba Debreceni Építők                                                          | 3:51,5     | Honti Róbert Pécsi VSK                                                                   | 3:51,5     |
| 5000 m                            | Török János Bp. Honvéd                                                                  | 14:00,6    | Mecser Lajos Salgótarjáni BTC                                                            | 14:03,6    | Szabó János Bp. Honvéd                                                                   | 14:03,8    |
| 10 000 m május 22.                | Mecser Lajos Salgótarjáni BTC                                                           | 29:11,6    | Tóth Béla Újpesti Dózsa                                                                  | 29:20,4    | Szerényi János Bp. Vasas                                                                 | 29:24,2    |
| 4 × 100 m                         | Kalocsai Henrik Magyar Gyula Kövesdi István Farkas Tibor Bp. Honvéd                     | 40,9       | Korona László Bátori István Rábai Gyula Fügedi József Újpesti Dózsa                      | 41,0       | Spánik Ágoston Mihályfi László Pavek Hajdú Lajos BEAC                                    | 41,2       |
| 4 × 200 m                         | Rábai Gyula Bátori István Fügedi József Zsinka András Újpesti Dózsa                     | 1:25,8     | Kövesdi István Aradi János Magyar Gyula Farkas Tibor Bp. Honvéd                          | 1:25,8     | Tóth Pavek Hajdú Lajos Mihályfi László BEAC                                              | 1:28,3     |
| 4 × 400 m                         | Bátori István Árva István Fügedi József Zsinka András Újpesti Dózsa                     | 3:13,0     | Rózsa István Koppányi Zsolt Földesi József Kovács MTK                                    | 3:14,7     | Kerékgyártó László Magyar Gyula Szatmári Sándor Aradi János Bp. Honvéd                   | 3:15,3     |
| 4 × 800 m                         | Árva István Fekete Sándor Zemen János Zsinka András Újpesti Dózsa                       | 7:27,4     | Horváth Ermő Ligetkuti Ákos Korompai Miklós Benyovszky István Bp. Építők                 | 7:30,2     | Nagy Benkovics László Honti Róbert Kiss Pécsi VSK                                        | 7:37,0     |
| 4 × 1500 m                        | Szabó János Szatmári Sándor Szekeres János Török János Bp. Honvéd                       | 15:33,6    | Rábold Gusztáv Kapás Géza Simon Dénes Varga István Bp. Spartacus                         | 15:36,0    | Németh Gyula Tóth Béla Máté Sándor Zemen János Újpesti Dózsa                             | 15:37,2    |
| 110 m gát                         | Milassin Lóránd Bp. Honvéd                                                              | 14,3       | Mélykúti Béla Bp. Spartacus                                                              | 14,5       | Topor Béla Csepel SC                                                                     | 15,1       |
| 400 m gát                         | Árva István Újpesti Dózsa                                                               | 52,2       | Ringhoffer Zsolt Újpesti Dózsa                                                           | 52,8       | Kövesdi István Bp. Honvéd                                                                | 53,0       |
| 3000 m akadály                    | Jóny István Bp. Honvéd                                                                  | 8:47,4     | Máthé Sándor Újpesti Dózsa                                                               | 8:48,4     | Magyar Károly Bp. Honvéd                                                                 | 8:51,2     |
| 20 km gyaloglás június 13.        | Antal Andor Szegedi VSE                                                                 | 1:30:40,0  | Fórián Sándor Bp. Honvéd                                                                 | 1:31:45,0  | Dalmati János Bp. Honvéd                                                                 | 1:32:40,0  |
| 50 km gyaloglás július 4.         | Dalmati János Bp. Honvéd                                                                | 4:19:26,6  | Kiss Antal Tatabányai Bányász                                                            | 4:24:33,4  | Schiller Tivadar Tatabányai Bányász                                                      | 4:31:10,0  |
| magasugrás                        | Kelemen Endre Újpesti Dózsa                                                             | 217 cm     | Major István Bp. Honvéd                                                                  | 217 cm     | Szepesi Ádám BEAC                                                                        | 214 cm     |
| távolugrás                        | Kalocsai Henrik Bp. Honvéd                                                              | 746 cm     | Pajor Ferenc Újpesti Dózsa                                                               | 740 cm     | Katona Béla Bp. Honvéd                                                                   | 739 cm     |
| hármasugrás                       | Kalocsai Henrik Bp. Honvéd                                                              | 16,17 m    | Cziffra Zoltán Bp. Honvéd                                                                | 16,04 m    | Ivanov Dragan Kaposvári Dózsa                                                            | 15,93 m    |
| rúdugrás                          | Steinhacker Róbert Bp. Spartacus                                                        | 480 cm     | Anderle Dénes Újpesti Dózsa                                                              | 470 cm     | Kalmár Mihály Bp. Spartacus                                                              | 470 cm     |
| súlylökés                         | Varjú Vilmos Újpesti Dózsa                                                              | 19,77 m    | Holub Sándor Bp. Honvéd                                                                  | 19,43 m    | Nagy György BEAC                                                                         | 18,29 m    |
| diszkoszvetés                     | Fejér Géza Bp. Honvéd                                                                   | 62,32 m    | Tégla Ferenc Szegedi VSE                                                                 | 61,16 m    | Faragó János Diósgyőri VTK                                                               | 60,68 m    |
| gerelyhajítás                     | Kulcsár Gergely TFSE                                                                    | 84,92 m    | Németh Miklós Bp. Vasas                                                                  | 81,90 m    | Csík József Bp. Építők                                                                   | 79,86 m    |
| kalapácsvetés                     | Encsi István Bp. Építők                                                                 | 73,28 m    | Zsivótzky Gyula Újpesti Dózsa                                                            | 72,64 m    | Eckschmiedt Sándor Újpesti Dózsa                                                         | 69,72 m    |
| tízpróba szeptember 4–5.          | Bakai József Csepel SC                                                                  | 7278       | Senkei János Bp. Honvéd                                                                  | 7057       | Hausz Frigyes MAFC                                                                       | 6897       |
| maraton június 6.                 | Tóth Gyula Ózdi Kohász                                                                  | 2:19:32,0  | Mecser Lajos Salgótarjáni BTC                                                            | 2:21:24,0  | Szerényi János Bp. Vasas                                                                 | 2:21:45,6  |
| mezei futás április 4.            | Mecser Lajos Salgótarjáni BTC                                                           | 33:17,4    | Szerényi János Bp. Vasas                                                                 | 33:24,0    | Török János Bp. Honvéd                                                                   | 33:33,0    |
| kis mezei futás (5 km) április 4. | Ita Jenő Bp. Honvéd                                                                     | 17:48,4    | Sári Elek Debreceni VSC                                                                  | 17:51,8    | Németh Gyula Újpesti Dózsa                                                               | 17:58,0    |
| csapat 20 km gyaloglás június 13. | Fórián Sándor Dalmati János Tábori János Bp. Honvéd                                     | 4:38:27,8  | Antal Andor Grandpierre Csaba Novák András Szegedi VSE                                   | 4:49:40,2  | Danovszky Ferenc Bp. Építők                                                              | 5:10:47,0  |
| csapat 50 km gyaloglás július 4.  | Kiss Antal Schiller Tivadar Szabó János Tatabányai Bányász                              | 13:51:33,2 | Antal Andor Aranyi László Temesvári Gyula Szegedi VSE                                    | 15:00:26,2 | Danovszky Ferenc Jung András Vandróczky Mihály Bp. Építők                                | 15:17:07,6 |
| csapat 5000 m                     | Török János Magyar Károly Szekeres Ferenc Szabó János Jóny István Bp. Honvéd            | 31         | Máté Sándor Tóth Béla Fancsali András Németh Gyula Albert Albert Újpesti Dózsa           | 72         | Mohácsi Péter Kálmán László Pfeffer Ottó Ormos István Kiss Lajos MTK                     | 86         |
| csapat maraton június 6.          | Szekeres Ferenc Kárai Kázmér Janek György Csepel SC                                     | 7:33:38,6  | Tóth Gyula Mózes István Bán György Ózdi Kohász                                           | 7:37:28,0  | Nagy Pál Kamarás Gábor Bruder Andor Ganz-MÁVAG                                           | 9:00:43,0  |
| csapat magasugrás május 22–23.    | Major István Katona Gábor Gábossy Lajos Juhász Árpás Senkei János Bp. Honvéd            | 200,0 cm   | Kelemen Endre Tihanyi József Tímár Mihály Weisz János Héda Tibor TFSE                    | 197,6 cm   | Szórád Péter Hossala József Kövesi Tibor Jussel Somogyi István Csepel SC                 | 192,2 cm   |
| csapat távolugrás                 | Katona Gábor Balogh Miklós Kalocsai Henrik Cziffra Zoltán Sárközi András Bp. Honvéd     | 715,4 cm   | Szepesi Ádám Láng Gyula Blazsek István Nyerges Mihály Pivkovics Pál BEAC                 | 680,0 cm   | Margitics Béla Pajor Ferenc Viskovics Károly Herczegh Ferenc Krajcsi Gábor Újpesti Dózsa | 671,0      |
| csapat hármasugrás                | Katona Gábor Balogh Miklós Cziffra Zoltán Kalocsai Henrik Molnár Gyula Bp. Honvéd       | 15,098 m   | Herczegh Ferenc Margitics Béla Pajor Ferenc Krajcsi Gábor Viskovics Károly Újpesti Dózsa | 13,692 m   | Lugosi Károly Alsóvölgyi István Tari István Körösi István Kerényi Zoltán MAFC            | 13,668 m   |
| csapat rúdugrás                   | Gagyi Endre Schulek Ágoston Csaba András Sidó Szabolcs Lelkes István Bp. Vasas          | 426,0 cm   | Steinhacker Róbert Kalmár Mihály Tamás István Moldvai Ferenc Mezei Gábor Bp. Spartacus   | 426,0 cm   | Anderle Dénes Eisenhauer János Radosza János Kiss Tibor Gyurján Újpesti Dózsa            | 388,0 cm   |
| csapat súlylökés                  | Holub Sándor Fejér Géza Vinkó György Treiber Miklós Pintér Ernő Bp. Honvéd              | 16,038 m   | Varjú Vilmos Bíró András Zsivótzky Gyula Eckschmiedt Sándor Boros Újpesti Dózsa          | 15,118 m   | Teveli Mihály Nagy Zsigmond Németh Miklós Varga Kövesdi Zoltán Bp. Vasas                 | 14,740 m   |
| csapat diszkoszvetés              | Fejér Géza Holub Sándor Szauer Pál Vinkó György Kodácsi József Bp. Honvéd               | 50,740 m   | Szegletes Ferenc Teveli Mihály Klics Ferenc Kácsor József Nagy Zsigmond Bp. Vasas        | 46,924 m   | Bakai József Saskői Alfonz Bálint Béla Bándi András Bánkuti József Csepel SC             | 43,936 m   |
| csapat gerelyhajítás              | Boros Sándor Zarubay Iván Krasznai Sándor Szabó László Fehérvári György Újpesti Dózsa   | 68,588 m   | Kulcsár Gergely Kemény László Rédli József Hegedűs Imre Szabó TFSE                       | 64,476 m   | Németh Miklós Temesi András Mátraházi Róbert Vajna Gábor Szabados Bp. Vasas              | 63,212 m   |
| csapat kalapácsvetés              | Zsivótzky Gyula Eckschmiedt Sándor Szabó László Csík József Pirisi Károly Újpesti Dózsa | 57,424 m   | Fejér Géza Farkas János Rakonczai Mihály Kovács Vona Ferenc Bp. Honvéd                   | 55,492 m   | Sajtár Lajos Vályi Ferenc Mecseki Attila Krupp Miklós Bozsa Lajos Bp. Vasas              | 53,872 m   |
| tízpróba csapat szeptember 4–5.   | Bakai József Topor Béla Hossala József Csepel SC                                        | 19 719     | Raáb Tibor Farkas Ferenc Fóris Antal Diósgyőri VTK                                       | 19 274     | Nyerges Mihály Skoumal András Blazsek István BEAC                                        | 18 604     |
| csapat mezei futás április 4.     | Török János Magyar Károly Szabó János Jóny István Tábori János Bp. Honvéd               | 63         | Babinyecz József Szekeres Ferenc Kárai Kázmér Janek György Csordás Mátyás Csepel SC      | 108        | Dudás István Schalpa János Varga Nándor Homoki Vince Velez Lázár Komlói Bányász          | 129        |
| csapat kis mezei futás április 4. | Ita Jenő Fórián Sándor Szatmári Sándor Szekeres János Domonkos István Bp. Honvéd        | 67         | Németh Gyula Fancsali András Bokor Tarnóczky György Trepák István Újpesti Dózsa          | 87         | Zöldi Béla Tóth Mihály Jaszovics József Saáry Tibor Székvölgyi BEAC                      | 192        |

### Nők
| Versenyszám                     | Arany                                                                                  | Arany    | Ezüst                                                                               | Ezüst    | Bronz                                                                           | Bronz    |
| ------------------------------- | -------------------------------------------------------------------------------------- | -------- | ----------------------------------------------------------------------------------- | -------- | ------------------------------------------------------------------------------- | -------- |
| 100 m                           | Balogh Györgyi Bp. Vasas                                                               | 11,4     | Markó Margit Bp. Vasas                                                              | 11,8     | Bruzsenyák Ilona Debreceni EAC                                                  | 11,9     |
| 200 m                           | Balogh Györgyi Bp. Vasas                                                               | 22,9     | Markó Margit Bp. Vasas                                                              | 24,7     | Papp Attiláné Bp. Vasas                                                         | 24,7     |
| 400 m                           | Balogh Györgyi Bp. Vasas                                                               | 52,7     | Orosz Irén Újpesti Dózsa                                                            | 56,1     | Könye Irma Bp. Honvéd                                                           | 56,8     |
| 800 m                           | Kulcsár Magdolna Bp. Vasas                                                             | 2:05,8   | Szenteleki Sára Bp. Építők                                                          | 2:07,8   | Völgyi Zsuzsa Bp. Medosz                                                        | 2:08,5   |
| 1500 m                          | Szenteleki Sára Bp. Építők                                                             | 4:21,6   | Kulcsár Magdolna Bp. Vasas                                                          | 4:23,3   | Völgyi Zsuzsa Bp. Medosz                                                        | 4:24,4   |
| 4 × 100 m                       | Pusztai Éva Markó Margit Balogh Györgyi Papp Attiláné Bp. Vasas                        | 45,9     | Herczeg Mária Lázár Éva Gál Lászlóné Tóth Éva Bp. Honvéd                            | 47,8     | Szívós Irén Orosz Irén Bartos Lászlóné Bata Erzsébet Újpesti Dózsa              | 48,2     |
| 4 × 200 m                       | Pusztai Éva Markó Margit Papp Attiláné Balogh Györgyi Bp. Vasas A                      | 1:38,0   | Herczeg Mária Gál Lászlóné Tóth Éva Lázár Éva Bp. Honvéd                            | 1:41,7   | Payer Margit Kasza Mária Horváth Erzsébet Füle Zsuzsa Bp. Vasas B               | 1:43,2   |
| 4 × 400 m                       | Pusztai Éva Lombos Éva Kulcsár Magdolna Balogh Györgyi Bp. Vasas A                     | 3:43,6   | Csipán Borbála Lázár Éva Budavári Mária Tóth Éva Bp. Honvéd                         | 3:49,8   | Füle Zsuzsa Horváth Erzsébet Papp Attiláné Nemesházi Imréné Bp. Vasas B         | 3:50.6   |
| 4 × 800 m                       | Pusztai Éva Mérei Lászlóné Lombos Éva Kulcsár Magdolna Bp. Vasas                       | 9:00,6   | Gál Lászlóné Tóth Csipán Borbála Budavári Mária Bp. Honvéd                          | 9:06,6   | Lipcsei Irén Ülveczky Mária Lázár Magdolna Szűcs Kornélia Debreceni Építők      | 9:14,8   |
| 100 m gát                       | Kiss Mária Nyíregyházi TKF                                                             | 13,9     | Balogh Katalin Zalaegerszegi TE                                                     | 14,1     | Wieland Ilona TFSE                                                              | 14,1     |
| magasugrás                      | Rudolf Erika MAFC                                                                      | 178 cm   | Komka Magdolna Salgótarjáni Kohász                                                  | 178 cm   | Kovács Éva Szekszárdi Dózsa                                                     | 172 cm   |
| távolugrás                      | Woth Klára BEAC                                                                        | 618 cm   | Zsom Erzsébet Bp. Építők                                                            | 615 cm   | Papp Margit Csepel SC                                                           | 609 cm   |
| súlylökés                       | Bognár Judit Bp. Honvéd                                                                | 17,25 m  | Veress Éva Debreceni EAC                                                            | 15,20 m  | Nyitray Zsuzsa Diósgyőri VTK                                                    | 14,74 m  |
| diszkoszvetés                   | Kontsek Jolán Újpesti Dózsa                                                            | 57,68 m  | Stugner Judit Újpesti Dózsa                                                         | 56,08 m  | Bognár Judit Bp. Honvéd                                                         | 54,04 m  |
| gerelyhajítás                   | Németh Angéla BEAC                                                                     | 59,44 m  | Kucserka Mária Újpesti Dózsa                                                        | 55,68 m  | Antal Márta Bp. Vasas                                                           | 54,28 m  |
| ötpróba szeptember 4–5.         | Bruzsenyák Ilona Debreceni EAC                                                         | 4897     | Papp Margit Csepel SC                                                               | 4714     | Balogh Katalin Zalaegerszegi TE                                                 | 4319     |
| mezei futás (1,8 km) április 4. | Völgyi Zsuzsa Bp. MEDOSZ                                                               | 5:44,4   | Zsilák Ilona Békéscsabai Előre                                                      | 6:02,4   | Csipán Borbála Bp. Honvéd                                                       | 6:06,6   |
| csapat magasugrás május 22–23.  | Arany Éva Papp Margit Rierpl Erika Kreisz Andrea Nyíri Ibolya Csepel SC                | 167,4 cm | Katona Éva Herendi Erzsébet Balogh Matusek Edina Petres Bp. Vasas                   | 162,4 cm | Rudolf Erika Szalay Erzsébet Mátay Andrea Erdei Éva Kónya MAFC                  | 157,0 cm |
| csapat távolugrás               | Balatoni Anna Kispál Jánosné Bata Erzsébet Ziegner Anikó Láng Erzsébet Újpesti Dózsa   | 567,0 cm | Wieland Ilona Antal Rózsa Benyáts Erzsébet Nádasi Katalin Mészáros TFSE             | 543,8 cm | Sasgáti Emese Szegő Éva Pap Mária Lukics Ildikó Szűcs Annamária Bp. Honvéd      | 540,4 cm |
| csapat súlylökés                | Bognár Judit Armuth Edit Irányi Margit Horváth Gabriella Menyhárt Krisztina Bp. Honvéd | 13,580 m | Kontsek Jolán Stugner Judit Gradwohl Klára Loidl Márta Kucserka Mária Újpesti Dózsa | 12,774 m | Németh Angéla Parázsó Júlia Ebner Gabriella Dózsa Gabriella Kétszery Anikó BEAC | 11,638 m |
| csapat diszkoszvetés            | Kontsek Jolán Stugner Judit Loidl Márta Gradwohl Klára Fejes Rózsa Újpesti Dózsa       | 45,376 m | Bognár Judit Tóth Katalin Pintér Armuth Edit Medve Mária Bp. Honvéd                 | 38,548 m | Ircsik Ágnes Rákóczi Zsuzsa Jakab Hedvig Sárosi Thomasz Mária Csepel SC         | 37,176 m |
| csapat gerelyhajítás            | Paulányi Magda Krajcsovics Józsefné Petz Vera Török Katalin Vágási Aranka Bp. Honvéd   | 43,884 m | Pálfy Katalin Mészáros Lenke Lugos Ilona Osvald Ildikó Ruzsinszky Éva TFSE          | 42,632 m | Németh Angéla Dózsa Kónya Ágnes Bárány Borbála Losonczi Györgyi BEAC            | 41,936 m |
| csapat ötpróba szeptember 4–5.  | Gulyás Ágota Woth Klára Zink Teréz BEAC                                                | 11 499   | Magyar Mária Fodor Ferencné Encsi Istvánné Bp. Építők                               | 11 319   | Nagy Attilláné Szabó Ferencné Palla Margit Szolnoki MÁV                         | 10 950   |
| csapat mezei futás április 4.   | Szenteleki Sára Velekei Márta Gulyás Mária Bp. Építők                                  | 29       | Csipán Borbála Budavári Mária Nagy Bp. Honvéd                                       | 41       | Kulcsár Magdolna Kovács Edit Balázs Bp. Vasas                                   | 56       |

### Magyar atlétikai csúcsok
- n. 200 m 22.8 ocs. Balogh Györgyi Bp. Vasas Pozsony 8. 1.(kézi mérés)
- súlylökés 20.45 m ocs. Varjú Vilmos 7. 31.